# 八窝龙乡
八窝龙乡，是中华人民共和国四川省甘孜藏族自治州九龙县下辖的一个乡镇级行政单位。

## 行政区划
八窝龙乡下辖以下地区：
下铺子村和烂泥巴村。